# شوتا هوشي
شوتا هوشي (باليابانية: 星翔太؛ بالكانا: ほし　しょうた) هو لاعب كرة قدم ياباني []، ولد في 17 نوفمبر 1985 في طوكيو في اليابان. لعب مع Bardral Urayasu ‏.

## وصلات خارجية
- شوتا هوشي على موقع الاتحاد الدولي (مؤرشف)  (الإنجليزية)